# Hed Kandi
Hed Kandi – house’owa wytwórnia muzyczna, założona w 1999 roku przez Marka Doyle’a. Początkowo należała do Guardian Media Group, a w lutym 2006 roku została przejęta przez Ministry of Sound (które wznowiło serię płyt Nu Cool). Wytwórnia do tej pory wydała ponad 80 albumów z różnych serii (tj. Back To Love, Beach House, Deeper/Twisted Disco, Disco Heaven, Disco Kandi, Hed Kandi The Mix, Nu Cool/Kandi Lounge, Serve Chilled, Stereo Sushi, Winter Chill).
Hed Kandi organizuje eventy w 50 krajach na świecie (w tym w Polsce), najwięcej w Wielkiej Brytanii i na Ibizie, ale również w USA, Holandii, Francji, Niemczech, Szwajcarii, Australii itd.
Wytwórnia nadaje swoje utwory w takich stacjach radiowych jak Galaxy FM, Ministry of Sound Radio czy Jazz FM. Na początku 2008 roku Hed Kandi wprowadziło na rynek pełny zakres urządzeń elektrycznych i kosmetyków do pielęgnacji włosów i urody.

## FlyKandi
Hed Kandi nawiązało współpracę z Monarch Airlines i oferuje regularne loty w kierunku Ibizy pod szyldem swojej wytwórni.
Koszt przelotu na Ibizę z UK zaczyna się od 39 funtów. Marka FlyKandi została stworzona przez zespół Hed Kandi.

## Grafiki
Znakiem rozpoznawczym Hed Kandi są charakterystyczne okładki, z których najwięcej zostało zaprojektowanych przez brytyjskiego ilustratora Jasona Brooksa. Tylko kilka okładek z lat 2006–2007 (przejęcie wytwórni przez MOS i odejście artysty) nie jest projektowanych przez Brooksa, który ostatecznie wrócił do Hed Kandi.

## Historia serii HedKandi
Back To Love
- Back to Love (1999)
- Back To Love 2 (2000)
- Back To Love 3 (2001)
- Back To Love 03.02 (2002)
- Back To Love 03.03 (2003)
- Back To Love 03.04 (2004)
- Back To Love 03.05 (2005)
- Back To Love (2006)
- Back To Love (2007)
- Back To Love: The Mix (2008)

Beach House
- Beach House (2000)
- Beach House 2 (2001)
- Beach House 04.02 (2002)
- Beach House 04.03 (2003)
- Beach House 04.04 (2004)
- Beach House 04.05 (2005)
- Beach House (2006)
- Beach House (2007)
- Beach House (2008) (Australia)
- Beach House (2008) (USA)
- Beach House (2008)
- Beach House (2010)

Deeper
- Deeper (2001)
- Deeper 01.02 (2002)

Disco Heaven
- Disco Heaven (2002)
- Disco Heaven 02.03 (2003)
- Disco Heaven 01.04 (2004)
- Disco Heaven 01.05 (2005)
- Disco Heaven (2006)
- Disco Heaven (2007)
- Disco Heaven (2008) (Australia)
- Disco Heaven (2008)
- Disco Heaven (2009)

Disco Kandi
- Disco Kandi (2000)
- Disco Kandi 2 (2000)
- Disco Kandi 3 (2001)
- Disco Kandi 4 (2001)
- Disco Kandi 5 (2001)
- Disco Kandi 05.02 (2002)
- Disco Kandi 05.03 (2003)
- Disco Kandi 05.04 (2004)
- Disco Kandi (2005)
- Disco Kandi (2006)
- Disco Kandi: The Mix (2007)

Hed Kandi The Mix
- The Mix: World Series: UK (2003)
- The Mix: Summer 2004 (2004)
- The Mix: Winter 2004 (2004)
- The Mix: 50 (2005)
- The Mix: 2006 (2005)
- The Mix: World Series: Paris
- The Mix: Summer 2006 (2006)
- Hed Kandi Classics (2006)
- The Mix: Spring 2007
- The Mix: Summer 2007 (2007)
- The Mix: 2008 (2007)
- The Mix: World Series: San Francisco 2008
- The Mix: Summer 2008 (2008)
- The Mix: World Series: Ibiza (2008)
- The Mix: USA 2009 (2008)
- The Mix: 2009 (2008)
- The Mix: 2009 (2008) (Australia)

Kandi Lounge
- Kandi Lounge (2008)
- Kandi Lounge Digital Mix (2008)
- Kandi Lounge (2009)

Nu Cool
- Nu Cool (1998)
- Nu Cool 2 (1999)
- Nu Cool 3 (1999)
- Nu Cool 4 (2000)
- Nu Cool (2006)
- Nu Cool (2007)

Nu Disco
- Nu Disco (2009)
- Nu Disco (2010)

Serve Chilled
- Serve Chilled 1 (1999)
- Serve Chilled 2 (2000)
- Serve Chilled 3 (2001)
- Serve Chilled (2006)
- Serve Chilled (2007)
- Serve Chilled (2008)

Stereo Sushi
- Stereo Sushi (2002)
- Stereo Sushi 2 (2002)
- Stereo Sushi 3 (2002)
- Stereo Sushi v. Futomaki (2003)
- Stereo Sushi v. Wasabi (2003)
- Stereo Sushi v. Sake (2004)
- Stereo Sushi Teriyaki (2005)
- Stereo Sushi 8 (2006)
- Stereo Sushi Sashimi (2006)
- Stereo Sushi 10 (2007)
- Stereo Sushi 11 (2007)
- Stereo Sushi 12 (2008)
- Stereo Sushi 13 (2008)
- Stereo Sushi 14 (2008)

Twisted Disco
- Twisted Disco (2003)
- Twisted Disco 03.04 (2004)
- Twisted Disco 02.05 (2005)
- Twisted Disco (2006)
- Twisted Disco (2007)
- Twisted Disco (2008)

Winter Chill
- Winter Chill (1999)
- Winter Chill 2 (2000)
- Winter Chill 3 (2001)
- Winter Chill 06.02 (2002)
- Winter Chill 06.03 (2003)
- Winter Chill 06.04 (2005)